# غواصة دولفين
فئة دولفين هي فئة غواصات طورت وصنعت في ألمانيا من قبل شركة هووالدتسويركي-ديوتشي ويرفت لصالح البحرية الإسرائيلية. صنع من فئة دولفين 4 غواصات ـ وتمتاز غواصات الدولفين الألمانية بقدرتها على حمل صواريخ ذات رؤوس نووية، وتعمل هذه الغواصات كمنصات إطلاق صواريخ، حيث أنها مزودة بصواريخ كروز، وتبلغ حمولة هذه الغواصة 1550 طناً، وتعمل بمحرك ديزل–كهرباء، ويبلغ مدى تطوافها 4500 ميل بحري. وتتميز «دولفين» التي تعمل بالديزل، بقدرتها على التخفي ومتابعة الأهداف لعدة أسابيع. وهي تستخدم لمكافحة السفن والغواصات، وحماية القواعد البحرية، وخطوط المواصلات البحرية.
تستطيع هذه الغواصة حمل صواريخ ذات رؤوس نووية وصواريخ بعيدة المدى وتعمل كمنصة لإطلاق الصواريخ ويمكنها المكوث تحت الماء لفترة أسبوعين والتهرب من تتبع أجهزة الرصد. كما تتمتع الغواصة الجديدة بقدرتها على متابعة الأهداف لمدة أسابيع بما في ذلك السفن والغواصات وتستطيع حماية القواعد البحرية.